# 아와드
아와드(Awadh)는 인도 우타르프라데시주 북부에 존재하는 역사적인 지역이다. 아와드어를 사용하는 인도아리아인 민족인 아와드인들이 주로 거주한다. 아와드라는 이름은 이 지역의 옛 중심지였던 아요디아에서 따온 것으로, 코살라의 발원지였다. 아와드라는 이름 자체는 16세기 무굴 제국의 바드샤(황제)인 악바르에 의해 이 지역에 설치된 수바흐(무굴 제국에서 사용된 행정 구역 단위)의 이름으로 처음 등장한 것으로, 1722년에 이곳에 아와드 나왑국이라는 번왕국이 형성되기도 하였다.